# Kevin Gruft
Kevin Gruft o Kevin "Trasher" Gruft (Albany, Nueva York; 5 de mayo de 1988) es un guitarrista y productor musical estadounidense conocido haber sido el guitarrista principal de las bandas de post-hardcore Escape The Fate y LoveHateHero, es famoso por la habilidad de sus solos en la guitarra también por el ambiente que trasmite en el escenario a la hora de tocar, lanzó dos álbumes de estudio con LoveHateHero y lanzó tres álbumes de estudio con Escape The Fate desde su llegada a finales de 2013 y su salida a inicios de 2021.

## Inicios
Kevin empezó a tocar guitarra a la edad de 8 años, en su adolescencia formó parte de muchas bandas, en el año 2006 Kevin ingresó a la banda LoveHateHero después de una gira en Nueva York ya que la banda buscaba guitarrista, después de 5 años con la banda y  dos álbumes de estudio la banda se separó en 2011. A finales de 2013, los hermanos Bryan Money y Michael Money anuncian su salida de Escape The Fate para dedicarse a su nuevo proyecto, Craig Mabbitt contactó a Kevin para ayudarlos en la gira Ungrateful tour pero más tarde se hizo oficial.

## Carrera musical

### LoveHateHero (2006-2011)
La banda estuvo de gira, llegando a Nueva York, donde conocieron a un joven y experimentado guitarrista, Kevin "Thrasher" Gruft, los miembros le propusieron entrar a la banda, y después de que este se graduó de la secundaria, voló a Los Ángeles, a finales del 2006, pasando a ser guitarrista principal de la banda, comenzando la grabación de un segundo álbum de estudio. White Lies es el segundo álbum de estudio de la banda, grabado en enero y lanzado el 19 de febrero del 2007. Red Dress fue lanzado como único sencillo del álbum. En el 2008, Justin Whitesel entró en reemplazo del guitarrista Myke Russell.
LoveHateHero realizó una gira compartida con So They Say, el cual contó como teloneros a las bandas National Product, Tokyo Rose y Before Their Eyes. Luego comenzó la gira de promoción "One Moment Management Tour" junto a Before Their Eyes, I See Stars, Oceana, Eyes Set to Kill y Ice Nine Kills. Luego fue parte del The TerminaTOUR al lado de Blessed By A Broken Heart, Agraceful, Karate Highschool y Kiros. A mediados del 2009, fue lanzado un demo, la canción Fight or Flight America Underwater es el tercer álbum de la banda, aunque inicialmente fue llamado Fight or Flight, fue lanzado el 29 de septiembre del 2009. El vídeo de la canción America Underwater, fue lanzado el 21 de septiembre, a inicios de 2011 la banda anunció su separación debido a que la mayoría de los miembros estaban ocupados en otros proyectos dejando a Kevin sin banda.

### Escape The Fate (2013-2021)
A finales de 2013 tras el lanzamiento del álbum "Ungrateful" los hermanos Money anuncian su salida de la banda, Craig Mabbitt vocalista de la banda contactó a Kevin para ser el nuevo guitarrista líder tras los vídeos de sus covers en YouTube, a finales del 2014 la banda junto con Kevin entraron al estudio para grabar su quinto álbum titulado "Hate Me", el cual fue publicado en 2015. 
El primer sencillo de este álbum fue Just A Memory, el cual fue dirigido a Bryan Money, luego de esto, los hermanos Bryan Money y Michael Money dejaron la banda para centrarse en su proyecto, 'The Money Brothers el cual actualmente se llaman Beyond Unbroken. Kevin Gruft quedó como guitarrista permanente y actualmente no tienen un bajista fijo, ya que TJ Bell es el guitarrista rítmico.
El 7 febrero, la banda anunció que durante este 2017 entrarían en el estudio para grabar y preparar su sexto álbum de larga duración.
El 2 de noviembre de 2017, la banda lanzó la canción "Empire" y anunció el lanzamiento de su nuevo álbum llamado "I Am Human" que será lanzado el 16 de febrero de 2018. Pero la banda anunció que el lanzamiento del álbum se pospuso para el 30 de marzo de 2018. El 16 de abril de 2021 lanzaron su séptimo álbum de estudio Chemical Warfare en el que Gruft además colaboró en la producción.
Tras el lanzamiento del álbum, Gruft no había tocado en las giras de Escape the Fate. Gruft argumento que se tomaría un descanso para poder estar en el nacimiento de su hijo, sin embargo la banda borro en sus redes sociales las publicaciones y fotos con Kevin Gruft dando a entender que había abandonado a la banda.

## Carrera como productor musical
Tras colaborar en la producción de los álbumes de estudio de Escape  the Fate, en 2020 Gruft fue contactado por el baterista Travis Barker para colaborar en la producción del álbum de estudio del rapero Machine Gun Kelly el cual llevaría por nombre Tickets to My Downfall, esto debido a que el rapero quería experimentar con el sonido pop punk y punk rock algo similar al género que el guitarrista toca en Escape the Fate. El álbum fue un total éxito mundial aclamado por la crítica, obtuvo certificación platino por la RIAA por más de un millón de copias vendidas en Estados Unidos.
En 2021 colaboró en la producción del álbum Neon Shark vs Pegasus del rapero Trippie Redd y en la producción del séptimo álbum de estudio de su banda Escape the Fate, Chemical Warfare.

## Discografía
LoveHateHero
- White Lies (2007)
- America Underwater (2009)

Escape The Fate
- Hate Me (2015)
- I Am Human (2018)
- Chemical Warfare (2021)

Como parte de la producción
- Tickets to My Downfall de Machine Gun Kelly (2020)
- Neon Shark vs Pegasus de Trippie Redd (2021)
- Chemical Warfare (2021)

## Videografía
LoveHateHero
- Red Dress (2007)
- America Underwater (2009)

Escape The Fate
- Just A Memory (2015)
- Alive (2015)
- Remember Every Scar (2016)
- Les Enfants Terribles (The Terrible Children) (2016)
- Breaking Me Down (2016)
- Broken Heart (2018)
- I Am Human (2018)
- Do You Love Me? (2019)
- Walk On (2020)
- Invincible (2020)
- Christmas Song (2020)
- Not My Problem (2021)
- Lightning Strike (2021)